# CRV7
CRV7 (від Canadian Rocket Vehicle 7, укр. Канадська ракета 7) — канадська некерована авіаційна ракета (НАР) калібру 70 мм із оперенням що складається. Призначена для ударів по наземних цілях, розроблена компанією «Брістоль Аероспейс» (м. Вінніпег, провінція Манітоба). Була прийнята на озброєння на початку 1970 років, як удосконалена версія стандартної американської НАР, що мала такий же калібр (2.75 дюйма). CRV7 була найбільш потужною з НАР, існуючих на той час.

## Розробка

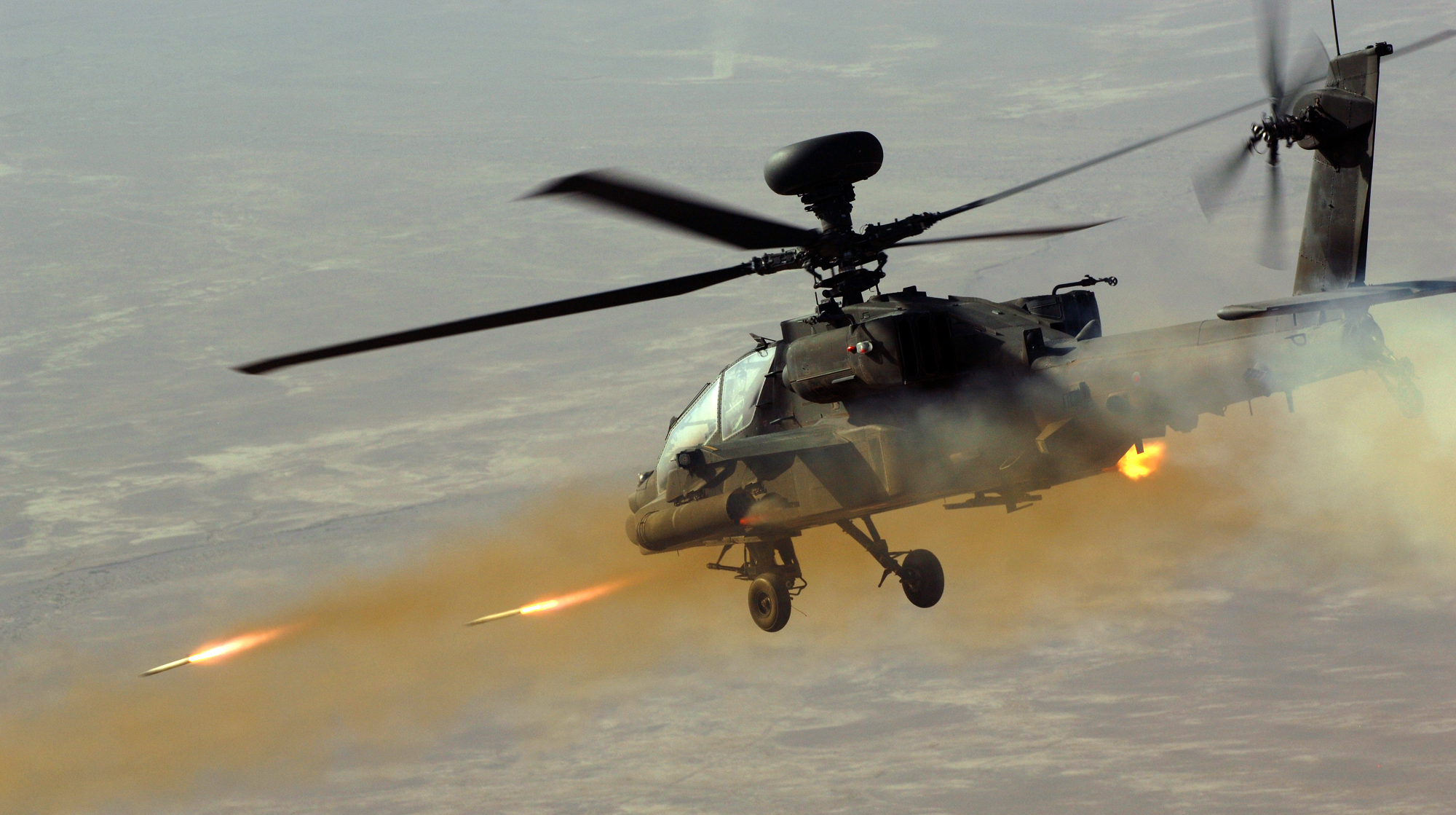
Британський гелікоптер AgustaWestland Apache стріляє ракетами в Афганістані у 2008 році

Початково розробники ракети вказували розсіювання на рівні 4 мілірадіана, проте після проведення випробувальних запусків із канадської версії багатоцільового винищувача F-18 виявилося, що розсіювання становить 3 мілірадіана. Цей результат значно перевершує розсіювання авіаційних гармат, якими оснащені більшість бойових літаків: широко поширена гармата M61 має номінальне розсіювання в 8 мілірадіан, а значно більша за розміром та значно важча гармата GAU-8 — 5 мілірадіан.
Майже відразу після прийняття на озброєння канадськими ППС НАР CRV7 була висунута на конкурс у Франції. Одним із конкурсних завдань було враження цілі у вигляді вежі ракетою без бойової частини. Канадський льотчик вразив ціль з першої спроби, але, звикши працювати з набагато менш швидкою НАР МК 40, здійснив запуск з невеликої відстані, і паливо в CRV7 не встигло спалитися до попадання ракети у ціль. Від зіткнення з ціллю невигоріле паливо розпалося на шматки з збільшенням площі горіння, що призвело до зростання швидкості горіння та тиску газів до такого рівня, що звичайне горіння переросло відразу у вибухове бездетонаційне і призвело до руйнування цілі. Канадський пілот був дискваліфікований, оскільки журі конкурсу відмовилося вірити в те, що ракета не мала бойової частини.